# 小行星9139
小行星9139（9139 Barrylasker）是一颗绕太阳运转的小行星，为主小行星带小行星。该小行星于1973年9月29日发现。

## 轨道参数
小行星9139的轨道半长轴为2.3729621 UA，离心率为0.234。